# (523794) 2015 RR245
(523794) 2015 RR245, chỉ định tạm thời 2015 RR245, là một thiên thể bên ngoài sao Hải Vương lớn thuộc vành đai Kuiper ở các khu vực ngoài cùng của Hệ Mặt trời. Nó được phát hiện vào ngày 9 tháng 9 năm 2015, bởi Khảo sát Nguồn gốc của Hệ mặt trời bên ngoài tại Đài thiên văn Mauna Kea trên đảo Lớn của Hawaii, Hoa Kỳ. Tgue6b  thể này nằm trong cộng hưởng hiếm có là 2:9 với Sao Hải Vương và có đường kính khoảng 600 km. 2015 RR245 có thể có một vệ tinh theo một nghiên cứu được công bố bởi Noyelles cùng các cộng sự trong một cuộc họp của Đại hội Khoa học Hành tinh Châu Âu năm 2019.

## Khám phá
Phát hiện đầu tiên của 2015 RR245 đã được thực hiện tại Đài thiên văn Cerro Tololo ở Chile vào ngày 15 tháng 10 năm 2004. Nó được quan sát lần đầu tiên bởi một nhóm nghiên cứu trong khi xem qua các hình ảnh mà Kính viễn vọng Canada Canada ở Hawaii chụp vào tháng 9 năm 2015 như một phần của Khảo sát nguồn gốc hệ mặt trời bên ngoài (OSSOS), và sau đó được xác định trong các hình ảnh được chụp tại Sloan Digital Sky Survey và Pan-STARRS từ năm 2008 đến 2016.  Phát hiện này đã chính thức được công bố trong Thông tư điện tử hành tinh nhỏ vào ngày 10 tháng 7 năm 2016.

## Đánh số và đặt tên
Hành tinh nhỏ này được Trung tâm Hành tinh nhỏ đánh số vào ngày 25 tháng 9 năm 2018 (M.P.C. 111779).  Tính đến năm 2018, nó chưa được đặt tên.

## Quỹ đạo và phân loại

Quỹ đạo của trong cộng hưởng 2: 9 với Sao Hải Vương

Kể từ năm 2018, 2015 RR245 có quỹ đạo được xác định khá hợp lý với độ không chắc chắn là 3. Nó quay quanh Mặt trời ở khoảng cách 33,8-128.6 AU cứ sau 731 năm và 6 tháng một lần (để tham khảo, quỹ đạo của sao Hải Vương là 30 AU). Quỹ đạo của nó có độ lệch tâm 0,58 và độ nghiêng 8° so với đường hoàng đạo.
2015 RR245 là một trong những vật thể hệ mặt trời được biết đến xa nhất. Vào năm 2018, nóc cách Mặt trời 63 AU. Nó sẽ có được khoảng cách gần nhất với Mặt trời là vào năm 2093, khi nó đạt đến cấp sao biểu kiến là 21.2.

### Cộng hưởng 2: 9
Chiêm tinh học khám phá bổ sung từ Khảo sát bầu trời kỹ thuật số Sloan và khảo sát Pan-STARRS1 cho thấy 2015 RR245 là một vật thể bên ngoài sao Hải Vương, bị mắc kẹt trong cộng hưởng chuyển động 2: 9 với sao Hải Vương, nghĩa là hành tinh nhỏ này quay quanh Mặt trời hai lần trong cùng một khoảng thời gian, sao Hải Vương phải hoàn thành 9 quỹ đạo. Vật thể không có khả năng bị mắc kẹt trong cộng hưởng 2: 9 trong suốt niên đại của Hệ mặt trời. Nhiều khả năng là nó đã nhảy giữa các cộng hưởng khác nhau và bị mắc kẹt trong cộng hưởng 2: 9 trong 100 triệu năm qua.  

Phân phối các thiên thể bên ngoài sao Hải Vương. Các thiên thể chiếm các cộng hưởng mạnh hơn có màu đỏ.

## Tính chất vật lý

### Đường kính và suất phản chiếu
Kích thước chính xác của nó là không chắc chắn, nhưng ước tính tốt nhất là khoảng 670 km (420 mi) đường kính, giả sử một suất phản chiếu là 0,12 (trong phạm vi rộng hơn từ 500 đến 870   km, dựa trên suất phản chiếu từ 0,21 đến 0,07). Để so sánh, Pluto, vật thể lớn nhất trong vành đai Kuiper, có khoảng 2.374 km (1.475 mi) đường kính.   Nhà thiên văn học Michael Brown giả định một suất phản chiếu là 0,11 và tính toán đường kính là 626 km,  trong khi Lưu trữ của Johnston đưa ra đường kính 770 km, dựa trên suất phản chiếu giả định là 0,09. Tất cả các ước tính này cho rằng 2015 RR245 là một thiên thể đơn nhất, việc phát hiện ra một vệ tinh lớn có nghĩa là kích thước có thể nhỏ hơn.

## Vệ tinh
2015 RR245 có một vệ tinh hành tinh vi hình, mặc dù kích thước của vệ tinh chưa được xác định. Nếu vệ tinh đóng góp đáng kể vào độ sáng quan sát của chính, kích thước của 2015 RR245 có thể nhỏ hơn đáng kể so với ước tính giả định tổng độ sáng của hệ thống là từ một vật thể. Khi quỹ đạo của vệ tinh được xác định, khối lượng và mật độ của 2015 RR245 có thể được xác định.